# جواو ميغيل كزافييه
جواو ميغيل كزافييه (بالبرتغالية: João Miguel Xavier‏) هو لاعب كرة قدم برتغالي في مركز الدفاع، ولد في 14 سبتمبر 1993 في مايا في البرتغال. لعب مع أونياو ليريا ومافرا.

## وصلات خارجية
- جواو ميغيل كزافييه على موقع قاعدة بيانات كرة القدم.إي يو (الإنجليزية)
- جواو ميغيل كزافييه على موقع Soccerway.com (الإنجليزية)